# Gabriel Menéndez de Avilés y Porres
Gabriel Menéndez de Avilés y Porres, I conde de Canalejas, (a.1620-1692) fue un noble español y gobernante de Indias durante los reinados de Felipe IV y Carlos II. VI adelantado de la Florida, castellano de San Juan de Nieva y de Avilés, regidor perpetuo de esta villa y de la ciudad de Oviedo, caballero de la Orden de Alcántara, colegial del Mayor de San Bartolomé en Salamanca, oidor de la Chancillería de Granada, consejero de Órdenes y camarista de Indias. Tuvo el adelantamiento y gobierno de la Florida como poseedor del mayorazgo fundado por su tío bisabuelo Pedro Menéndez de Avilés, conquistador y I adelantado perpetuo de esta provincia. 

## Biografía
Nacido poco antes de 1620, era el menor de los hijos de Pedro Menéndez de Avilés, IV adelantado de la Florida, caballero de Santiago, y de Isabel de Porres y de la Peña, su mujer. Su padre murió al poco de nacer él (si es que no fue póstumo), y su madre pocos años después, en 1623, quedando los hijos del matrimonio a cargo de Felipe de Porres, hermano de ella, que fue comendador de la Orden de Alcántara, alcalde mayor perpetuo de la ciudad de Burgos, corregidor de las de Murcia, Lorca y Cartagena, del Consejo de Hacienda del rey Felipe IV y su gentilhombre de boca. Después Gabriel casaría con la nieta mayor de su tutor y heredera de su casa.
En 1660 sucedió en el mayorazgo de los Menéndez de Avilés y adelantamiento de la Florida, por muerte de su hermano Martín, el V adelantado, castellano de San Juan de Nieva y del alcázar de Avilés, caballero de Alcántara, capitán de caballos en Milán y gobernador de varias plazas en Flandes, menino de la infanta Isabel Clara Eugenia, que estuvo casado con Leonor de Miranda, hermana del I marqués de Valdecarzana, pero murió sin descendencia en dicho año.
Por real orden del 22 de diciembre de 1667 se le mandó visitar ciertos navíos genoveses y requisar toda la plata y oro que condujesen sin licencia de S.M.
En 1669 se le despachó real título de castellano del de San Juan de Nieva y del Alcázar de Avilés, y en 1689 nombró por teniente de estos oficios a Toribio González de los Corrales.
El rey Carlos II le creó conde de Canalejas por real despacho del 4 de noviembre de 1675.
El nuevo conde armó a su costa una escuadra que en 1686 zarpó de San Sebastián con destino a limpiar las costas de las Indias de los piratas que las infestaban.
Falleció siendo dos veces viudo el 10 de julio de 1692 en su casa de la calle de Atocha de Madrid, bajo testamento del 24 de abril de 1679, y fue enterrado en la capilla de los Lujanes del convento franciscano de San Pedro el Viejo.
Casó primera vez el 16 de septiembre de 1655 en Madrid, parroquia de San Sebastián, con Isabel Antonia de Porres Villela y Manrique, su sobrina segunda, señora de la casa de Porres del lugar del Condado en el valle y merindad de Valdivielso y de la torre de Termiñón en la de Bureba, todo en la actual provincia de Burgos. Natural de Madrid, fue bautizada en dicha iglesia el 17 de julio de 1640, falleció el 1.º de marzo de 1674 en su casa de la calle de Atocha, de la misma feligresía, y fue enterrada en la Merced. Era hija y sucesora de Martín Antonio de Porres y Zorrilla, señor de dichas casas, caballero de Alcántara y corregidor de Ávila, y de Luisa de Villela y Manrique, su mujer y prima carnal, que era hermana del I conde de Lences; nieta de Felipe de Porres, el tío y tutor de Gabriel ya citado, señor de las casas del Condado y Termiñón, comendador de la Orden de Alcántara, corregidor de varias ciudades, consejero y gentilhombre de Boca de S.M., y de Antonia de Zorrilla y Arce, su primera mujer, y materna de Pedro de Villela y Murga, señor de la casa de su apellido en Munguía (Vizcaya), caballero de Santiago, gentilhombre de boca de S.M., y de Isabel de Zorrilla Arce y Manrique, su segunda mujer (hermana de la Antonia antes citada), señora de las casas de San Martín y la Gándara, ambas en el valle de Soba, y de las de Villerías en tierra de Campos y Comunión de Basave en Álava. Isabel de Porres sacó licencia apostólica para tener oratorio en su casa de Madrid, y adquirió valiosas reliquias; era la propietaria de la alcaidía —que ejerció su marido— de la Torre de la Plaza de Avilés (oficio que antes tuvo su padre por herencia del V adelantado y real despacho de 1669), y gozó por sus días de las rentas de la encomienda de Adelfa de la Orden de Alcántara, en sucesión de Ana María Manrique y Villela, su abuelastra y tía abuela (2.ª mujer de Felipe de Porres, su abuelo, y hermana del materno), a quien S.M. hizo merced de esta regalía por dos vidas mediante real cédula del 5 de noviembre de 1651.
Gabriel Menéndez contrajo segundas nupcias en el Palacio Real de Madrid el 8 de octubre de 1675, previas capitulaciones otorgadas el mismo día, con Juana de Luján Osorio Acuña y Rivadeneira, señora de la villa de Canalejas y del mayorazgo de Rivadeneira, dama de la Reina Doña Mariana de Austria, que falleció sin hijos el 7 de junio de 1679 en su casa de Madrid, calle de Atocha, habiendo otorgado poder para testar, y fue enterrada en la capilla de los Lujanes de San Pedro el Viejo. Después de sus días, se hizo su testamento en Madrid el 2 de marzo de 1682 a fe de Prudencio de Cabezón, por el que agregaba sus bienes libres y la jurisdicción de Canalejas al mayorazgo de su marido. Era hermana entera de Fernando de Luján Guzmán y Robles, I conde de Castroponce, caballero de Alcántara, e hija de Diego de Luján y Robles, señor del Valle de Trigueros y de la casa y Torre de los Lujanes de Madrid, caballero de Santiago, gentilhombre de boca de Felipe IV, y de Leonor Osorio de Guzmán y Sarmiento, dama de la misma reina; nieta de Fernando de Luján y Castilla, señor de la casa de Madrid, comendador de Ocaña en la Orden de Santiago, gentilhombre de boca de Felipe III, y de Juana de Guzmán y Robles, señora de Trigueros, y materna de Luis Álvarez Osorio y Guzmán, señor de Abarca y Villarramiro, gentilhombre de boca del mismo rey, y de Francisca Sarmiento de Luna, de los condes de Rivadavia.
Del primer matrimonio nacieron:
1. Pedro José Menéndez de Avilés Porres y Villela, que fue II conde de Canalejas,[21] VII adelantado de la Florida, señor de las casas de Avilés, Condado y Termiñón, y caballero de Alcántara.[22] Testó junto con su mujer en Valladolid el 18 de enero de 1709 ante Isidro Calderón, y murió en los años siguientes. Casó el 17 de abril de 1678 en Madrid, parroquia de la Santa Cruz, velándose el 17 de octubre siguiente en el oratorio de su casa de dicha corte, parroquia de San Sebastián,[23] con María Manuela de Bañuelos y Sandoval, que al final de su vida fue III marquesa de Ontiveros y señora de las villas de Fontiveros, Cantiveros, Vita y Malaguilla, del lugar de Herreros de Suso y de la torre y mayorazgo de Lastras del Pozo,[24] patrona del Convento de Carmelitas Descalzos de Segovia[25] y del monasterio de Dominicas de San Pedro de las Dueñas,[26] y poseedora de los mayorazgos y cortijos de Peralta, Peraltilla, Las Pinedas y Estebanía Baja en el reino de Córdoba. Sucedió en dichas casas y estados por muerte de su hermana María Teresa de Bañuelos y Sandoval, y murió viuda acabando el año de 1718 en Llerena, donde otorgó poder para testar el 4 de diciembre[27] remitiéndose al mancomunado de 1709. Era hija de Manuel de Bañuelos y Velasco, I marqués de Ontiveros, caballero de Calatrava, Capitán General de la Armada del Océano, Comisario General de la Infantería y la Caballería de España, Consejero de Guerra de S.M., segundo mayordomo de la reina Doña Mariana de Austria, natural y señor de la casa de su apellido en Córdoba, poseedor de aquellos mayorazgos y de la torre de Lastras del Pozo, y de María Catalina Gómez de Sandoval y Rojas, señora de las mismas villas. Con posteridad en que siguió la casa.
2. Francisco Menéndez de Avilés y Porres, maestre de campo de Infantería Española, caballero de Alcántara y comendador de Adelfa, menino de la reina Doña Mariana de Austria, que murió prematuramente y sin prole poco después que su padre. En 1690 le dio S.M. el mando del Tercio de Asturias, nuevamente creado entonces,[28] con el que al año siguiente expulsó a un ejército francés que había invadido Cataluña.[29]
3. Catalina Menéndez de Avilés y Porres, que estuvo capitulada para casar con el marqués de Campotéjar, pero el matrimonio no se llevó a efecto y entró religiosa en el Convento de la Encarnación de Madrid, donde murió siendo Subpriora.
4. Alfonsa María Menéndez de Avilés y Porres, que nació en Madrid el 1 de enero de 1662 y fue bautizada en San Sebastián.[30]
5. Y Ángela María Menéndez de Avilés y Porres, natural de Sevilla, que fue bautizada el 18 de marzo de 1665 y murió en 1690. Casó dos veces: primera en Madrid, parroquial de San Sebastián, el 1.º de febrero de 1683 con Silverio Florentino de Villavicencio, veinticuatro de Jerez, Corregidor de Alcalá la Real y de Valladolid, donde murió sin hijos en 1684. Había estado antes casado con Teresa de Villavicencio, su deuda, y era hijo de Diego Tiburcio de Villavicencio, caballero de Alcántara, veinticuatro de Jerez, y de Estefanía de Villavicencio, su mujer y prima segunda.[31] Ángela volvió a casar en 1686 con Diego Ramiro Osorio y Rubín de Celis, señor de la villa de Mestages y de la casa de Rubín de Celis, regidor perpetuo de León, fallecido en 1702, de quien tuvo por hijo a
 Casimiro José Osorio y Menéndez de Avilés, señor de Mestages y de la casa de Rubín de Celis, regidor perpetuo de León, Diputado de este Reino, del Consejo de Hacienda y Decano del de Indias, Gentilhombre de Cámara de S.M., que nació el 4 de marzo de 1689 y falleció en Madrid el 29 de noviembre de 1778.[32] Figura entre los herederos del I Conde de Canalejas, su abuelo materno, pues su madre ya era difunta cuando éste murió.